# Ministeri de Desenvolupament, Competitivitat i Navegació de Grècia
Ministeri de Desenvolupament, Competitivitat i Navegació de Grècia (en grec: Υπουργείο Ανάπτυξης, Ανταγωνιστικότητας και Ναυτιλίας) es va crear a l'octubre de 2009 com el Ministeri d'Economia, Competitivitat i Navegació (Υπουργείο Οικονομίας, Ανταγωνιστικότητας και Ναυτιλίας). Va ser el resultat de la desintegració de la fusió de l'antic ministeri d'Economia i Finances (Υπουργείο Εθνικής Οικονομίας) amb el Ministeri de Foment (Υπουργείο Ανάπτυξης) i del Ministeri de la Marina Mercant (Υπουργείο Εμπορικής Ναυτιλίας).
El 7 de setembre de 2010, es va decidir canviar el nom com el Ministeri de Desenvolupament Regional i Competitivitat (Υπουργείο Περιφερειακής Ανάπτυξης και Ανταγωνιστικότητας) després del restabliment d'una separació com Ministeri d'Afers Marítims, Illes i Pesca. Tanmateix, com no es va emetre el Decret Presidencial, de la formalització del canvi de nom, es va mantenir oficialment el d'Economia, Competitivitat i Navegació. Fins després de la re-fusió d'aquest últim el 17 de juny de 2011, que va rebre el nom de Ministeri de Desenvolupament, Competitivitat i Navegació.
El 21 de juny de 2012, aquest Ministeri va ser suprimit i es va fusionar amb els serveis del Ministeri de Desenvolupament, Competitivitat, Infraestructura, Transport i Comunicacions i el  Ministeri de Marina i Mar Egeu.

## Llista dels Ministres d'Economia Nacional (1982-2000)
| Nom                     | Entrada                | Sortida                | Partit                           | Notes                     |
| ----------------------- | ---------------------- | ---------------------- | -------------------------------- | ------------------------- |
| Gerasimos Arsenis       | 5 de juliol de 1982    | 26 de juliol de 1985   | Moviment Socialista Panhel·lènic |                           |
| Costas Simitis          | 26 de juliol de 1985   | 27 de novembre de 1987 | Moviment Socialista Panhel·lènic |                           |
| Panagiotis Roumeliotis  | 27 de novembre de 1987 | 2 de juliol de 1989    | Moviment Socialista Panhel·lènic |                           |
| Georgios Souflias       | 12 de juliol de 1989   | 12 d'octubre de 1989   | Nova Democràcia                  | Govern de Coalició        |
| Georgios Kontogeorgis   | 12 d'octubre de 1989   | 23 de novembre de 1989 |                                  | Govern provisional        |
| Georgios Gennimatas     | 23 de novembre de 1989 | 13 de febrer de 1990   | Moviment Socialista Panhel·lènic | Govern de Unitat Nacional |
| Georgios Kontogeorgis   | 13 de febrer de 1990   | 11 d'abril de 1990     |                                  | Govern de Unitat Nacional |
| Georgios Souflias       | 11 d'abril de 1990     | 1 d'octubre de 1990    | Nova Democràcia                  |                           |
| Konstantinos Mitsotakis | 1 d'octubre de 1990    | 8 d'agost de 1991      | Nova Democràcia                  |                           |
| Efthymios Christodoulou | 8 d'agost de 1991      | 17 de febrer de 1992   | Nova Democràcia                  |                           |
| Stefanos Manos          | 17 de febrer de 1992   | 13 d'octubre de 1993   | Nova Democràcia                  |                           |
| Georgios Gennimatas     | 13 d'octubre de 1993   | 25 d'abril de 1994     | Moviment Socialista Panhel·lènic | Mort                      |
| Yiannos Papantoniou     | 6 de maig de 1994      | 13 d'abril de 2000     | Moviment Socialista Panhel·lènic |                           |

## Llista dels Ministres d'Economia i Hisenda (2000-2009)
| Nom                   | Entrada              | Sortida              | Partit                           | Notes |
| --------------------- | -------------------- | -------------------- | -------------------------------- | ----- |
| Yiannos Papantoniou   | 13 d'abril de 2000   | 24 d'octubre de 2001 | Moviment Socialista Panhel·lènic |       |
| Nikos Christodoulakis | 24 d'octubre de 2001 | 10 de març de 2004   | Moviment Socialista Panhel·lènic |       |
| Georgios Alogoskoufis | 10 de març de 2004   | 8 de gener de 2009   | Nova Democràcia                  |       |
| Yannis Papathanasiou  | 8 de gener de 2009   | 4 d'octubre de 2009  | Nova Democràcia                  |       |

## Llista dels Ministres d'Economia, Competitivitat i Navegació (2009-2011)
| Nom                    | Entrada               | Sortida               | Partit                           |  |
| ---------------------- | --------------------- | --------------------- | -------------------------------- |  |
| Louka Katseli          | 7 d'octubre de 2009   | 7 de setembre de 2010 | Moviment Socialista Panhel·lènic |  |
| Michalis Chrisochoidis | 7 de setembre de 2010 | 17 de juny de 2011    | Moviment Socialista Panhel·lènic |  |

## Llista dels Ministres de Desenvolupament, Competitivitat i Navegació (des de 2011)
| Nom                    | Entrada            | Sortida            | Partit                           |
| ---------------------- | ------------------ | ------------------ | -------------------------------- |
| Michalis Chrisochoidis | 17 de juny de 2011 | 7 de març de 2012  | Moviment Socialista Panhel·lènic |
| Anna Diamantopoulou    | 7 de març de 2012  | 17 de maig de 2012 | Moviment Socialista Panhel·lènic |
| Iannis Sturnaras       | 17 de maig de 2012 | 21 de juny de 2012 | Independent                      |